# The Big Red Adventure
The Big Red Adventure is een videospel voor de platforms Commodore Amiga. Het spel werd uitgebracht in 1995. 